# Venus In situ Composition Investigations

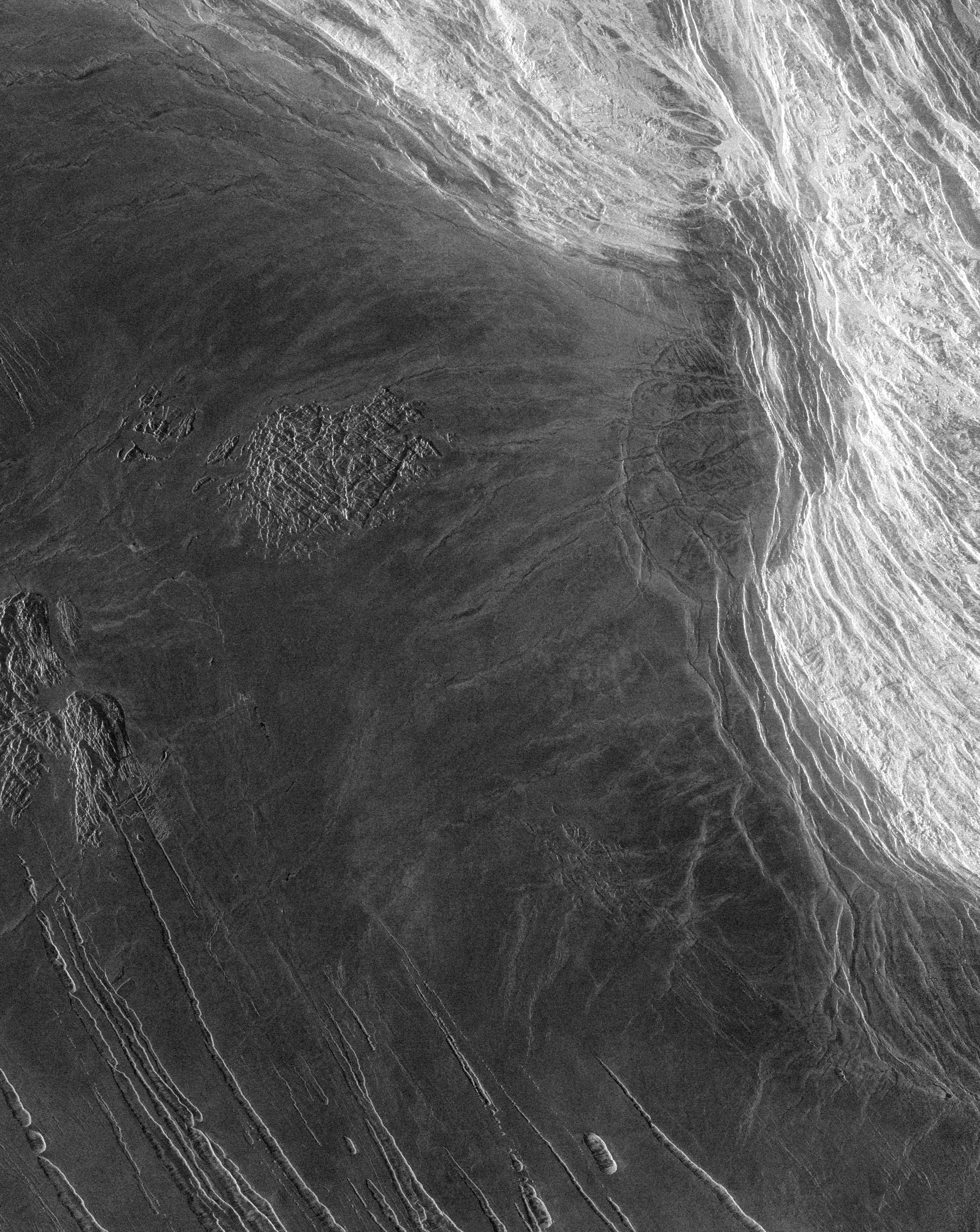
Terreny Tessera a Maxwell Montes vist en blanc a la dreta de la imatge. Vora oriental de Lakshmi Planum vist en gris a l'esquerra.

Model d'altiplà de l'escorça terrestre i formació del terreny de la tessel·la a través del mantell del corrent descendent després de Gilmore (1998).

Venus In situ Composition Investigations (VICI) és una missió de concepte d'aterratge a Venus per respondre a qüestions que estan molt de temps sobre els seus orígens i evolució, i proporciona noves idees per entendre la formació, l'evolució i l'habitabilitat dels planetes terrestres.
El concepte de la missió va ser proposat el 2017 al programa New Frontiers de la NASA per competir pel finançament i el desenvolupament. La NASA seleccionarà diverses propostes per a estudis conceptuals addicionals abans de novembre de 2017, seleccioni un guanyador en la competició en el 2019, i després el llançarà el 2024.
Si se selecciona i es desenvolupa, la missió VICI enviaria dos mòduls d'aterratge idèntics a les regions Tesserae inexplorades que es creu que són antigues superfícies exposades que no havien estat sotmeses a una reestructuració volcànica. Els dos mòduls d'aterratge mesurarien la composició atmosfèrica i l'estructura durant el seu descens a un nivell de detall que no ha estat possible en missions anteriors. Els landers també analizarien la química superficial, la mineralogia i la morfologia al seu lloc d'aterratge.

## Càrrega útil científica
Les càrregues útils proposades per VICI inclouen una còpia de l'espectròmetre de massa neutral i l'espectròmetre de làser sintonitzable que actualment utilitza el rover Curiosity per proporcionar mineralogia de superfície i composició elemental. Un espectròmetre de raigs gamma permet realitzar mesures d'elements naturalment radioactius a una profunditat de ~ 10 cm.